# Північне (Сумський район)
Півні́чне —  село в Україні, у Лебединській міській громаді Сумського району Сумської області. Населення становить 55 осіб. До 2020 орган місцевого самоврядування — Рябушківська сільська рада.

## Географія
Село Північне знаходиться за 2,5 км від правого берега річки Вільшанка. На відстані 2 км розташовані села Овдянське і Яроші, за 2,5 км - село Рябушки. Поруч проходить залізниця, станція Рябушки.

## Історія
12 червня 2020 року, відповідно до Розпорядження Кабінету Міністрів України № 723-р «Про визначення адміністративних центрів та затвердження територій територіальних громад Сумської області» увійшло до складу Лебединської міської громади.
19 липня 2020 року, після ліквідації Лебединського району, село увійшло до Сумського району.